# (65783) 1995 UK
Az (65783) 1995 UK a Naprendszer kisbolygóövében található aszteroida. Hiroshi Abe fedezte fel 1995. október 17-én.